# Andy Rose
Andy Rose, né le 13 février 1990 à Melbourne, est un footballeur australien jouant au poste de milieu de terrain.

## Biographie
Andy Rose intègre le centre de formation du Bristol City FC et devient même capitaine de l'équipe des moins de 16 ans puis des moins de 18 ans.
Il choisit néanmoins de rejoindre les États-Unis pour intégrer l'Université de Californie à Los Angeles (UCLA). Il continue de jouer au football en NCAA et en USL PDL.
Rose est repêché en sixième position lors de la MLS Supplemental Draft 2012 par le Real Salt Lake, mais est rapidement échangé aux Sounders de Seattle en contrepartie des droits sur Leone Cruz.

## Palmarès
Motherwell
- Coupe de la Ligue écossaise
  - Finaliste en 2017